# 1962 في النرويج
فيما يلي قوائم الأحداث التي وقعت خلال عام 1962 في النرويج.

## سياسة

### انتهاء فترة المنصب
- 1 يناير – هينينج بودتكر المدعي العام للنرويج ‏.

## رياضة
- 1 يناير – كأس النرويج 1962 الفائز SK Gjøvik-Lyn [الإنجليزية]‏.

## مواليد

### يناير
- 16 يناير – أيفيند أندرياسن لاعب ومدرب كرة قدم نرويجي.

### فبراير
- 12 فبراير – داغ رون اولسن

### أبريل
- 27 أبريل – إدوارد موزر
- 29 أبريل – هينينج كرامر داهل كاتب نرويجي.

### مايو
- 15 مايو – غرو دال كاتبة نرويجية.

### يوليو
- 16 يوليو – غوران سورلوث لاعب كرة قدم نرويجي.

### سبتمبر
- 2 سبتمبر – كنوت ليو إبراهمسين لاعب تزلج نوردي مزدوج نرويجي.
- 17 سبتمبر – ستاينر براتن طائر تزلج نرويجي.

### أكتوبر
- 15 أكتوبر – مورتن هابيل موسيقي نرويجي.
- 16 أكتوبر – هيلج لوند
- 28 أكتوبر – إريك تورشتفت لاعب كرة قدم نرويجي.

### نوفمبر
- 9 نوفمبر – ميت بيرجمان منافِسة أوليمبية نرويجية.
- 30 نوفمبر – هارالد أموندسين مُجدّف كانوي نرويجي.

### ديسمبر
- 2 ديسمبر – كاترين كاميرون مصورة نرويجية.
- 11 ديسمبر – أولريش مولر لاعب كرة قدم.

## وفيات

### فبراير
- 24 فبراير – بير سكو (مواليد 1891) لاعب كرة قدم نرويجي.

### أبريل
- 24 أبريل – فين بو (مواليد 1893) كاتب نرويجي.

### مايو
- 18 مايو – رولف كريستنسن (مواليد 1894)

### يوليو
- 30 يوليو – هيلج كروغ (مواليد 1889)

### أكتوبر
- 29 أكتوبر – اينار غوندرسن (مواليد 1896) لاعب كرة قدم نرويجي.